# NGC 3127
NGC 3127 est une galaxie spirale vue par la tranche et située dans la constellation de l'Hydre.  NGC 3127 a été découverte par l'astronome américain Francis Leavenworth en 1886.

## Caractéristiques
Sa vitesse par rapport au fond diffus cosmologique est de 4 997 ± 51 km/s, ce qui correspond à une distance de Hubble de 73,7 ± 5,2 Mpc (∼240 millions d'al).
La classe de luminosité de NGC 3127 est II et elle renferme également des régions d'hydrogène ionisé.
Les galaxies NGC 3127 et NGC 3128 sont dans la même région du ciel et, à deux millions d'années-lumière près, elles sont à la même distance de la Voie lactée. Elles font partie d'un triplet de galaxies.